# Michel Le Lievre
Michel Lelièvre (Le Lièvre), född i Paris okänt år, död i april 1734 i Stockholm, var en fransk ornamentsbildhuggare, figurbildhuggare och mästerskulptör.
Lelièvre inkallades till Stockholm sommaren 1732 för utsmyckningen av Stockholms slott tillsammans med  andra franska konstnärs- och hantverkare av Carl Hårleman. Med i gruppen fanns förutom Lelièvre  även Antoine Bellette och sex gesäller. Redan under sin tid i Frankrike hade han utfört åtskilliga arbeten i Gilles-Marie Oppenords genre. Lelièvre var troligtvis den ledande ornamentsbildhuggaren vid slottet 1732–1734 och utförde delar av takdekorationen i Drottningens audiensrum, nuvarande Röda salongen och dekorationen av taklisten Drottningens förmak, nuvarande Blå salongen samt orneringen av bjälklagets undersida och figurgrupperna i Konungens matsal, nuvarande Pelarsalen. När Lelièvre kom till Stockholm 1732 hade slottsbygget legat nere efter Slaget vid Poltava 1709 och när bygget kom igång 1727 fanns inte många kvar från den första konstnärsgrupp som hade tagits till Stockholm av Nicodemus Tessin d.y. cirka trettio år tidigare.